# Fudbalski klub Crvena zvezda 2022-2023
Questa voce raccoglie le informazioni riguardanti il Fudbalski klub Crvena zvezda nelle competizioni ufficiali della stagione 2022-2023.

## Maglie e sponsor
| Casa | Trasferta | Terza divisa |

## Rosa
| N. |                       | Ruolo | Calciatore          |
| -- | --------------------- | ----- | ------------------- |
| 1  | Serbia (bandiera)     | P     | Zoran Popović       |
| 4  | Montenegro (bandiera) | C     | Mirko Ivanić        |
| 6  | Serbia (bandiera)     | D     | Radovan Pankov      |
| 7  | Serbia (bandiera)     | C     | Nenad Krstičić      |
| 8  | Gabon (bandiera)      | C     | Guélor Kanga        |
| 9  | Serbia (bandiera)     | A     | Milan Pavkov        |
| 10 | Serbia (bandiera)     | C     | Aleksandar Katai    |
| 11 | Ghana (bandiera)      | A     | Osman Bukari        |
| 15 | Austria (bandiera)    | D     | Aleksandar Dragović |
| 16 | Serbia (bandiera)     | D     | Vuk Bogdanović      |
| 17 | Serbia (bandiera)     | A     | Nemanja Motika      |
| 18 | Ghana (bandiera)      | C     | Ibrahim Mustapha    |
| 20 | Zambia (bandiera)     | C     | Kings Kangwa        |
| 22 | Serbia (bandiera)     | C     | Veljko Nikolić      |

| N. |                           | Ruolo | Calciatore         |
| -- | ------------------------- | ----- | ------------------ |
| 23 | Serbia (bandiera)         | D     | Milan Rodić        |
| 25 | Serbia (bandiera)         | D     | Strahinja Eraković |
| 27 | Serbia (bandiera)         | P     | Nikola Vasilijević |
| 31 | Comore (bandiera)         | A     | Ben Nabouhane      |
| 35 | Costa d'Avorio (bandiera) | C     | Sekou Sanogo       |
| 38 | Serbia (bandiera)         | C     | Nikola Stanković   |
| 44 | Serbia (bandiera)         | D     | Stefan Leković     |
| 55 | Serbia (bandiera)         | C     | Slavoljub Srnić    |
| 70 | Austria (bandiera)        | C     | Srđan Spiridonović |
| 72 | Serbia (bandiera)         | A     | Aleksandar Pešić   |
| 77 | Serbia (bandiera)         | D     | Marko Gobeljić     |
| 80 | Serbia (bandiera)         | A     | Stefan Mitrović    |
| 82 | Canada (bandiera)         | P     | Milan Borjan       |
| 99 | Norvegia (bandiera)       | A     | Ohi Omoijuanfo     |

## Risultati

### Coppa di Serbia
| Arbitro: | Milan Mitić |

|           |           |                |
| Docić 21’ | Marcatori | 61’, 76’ Pešić |